# Divisão administrativa dos territórios poloneses após as partições

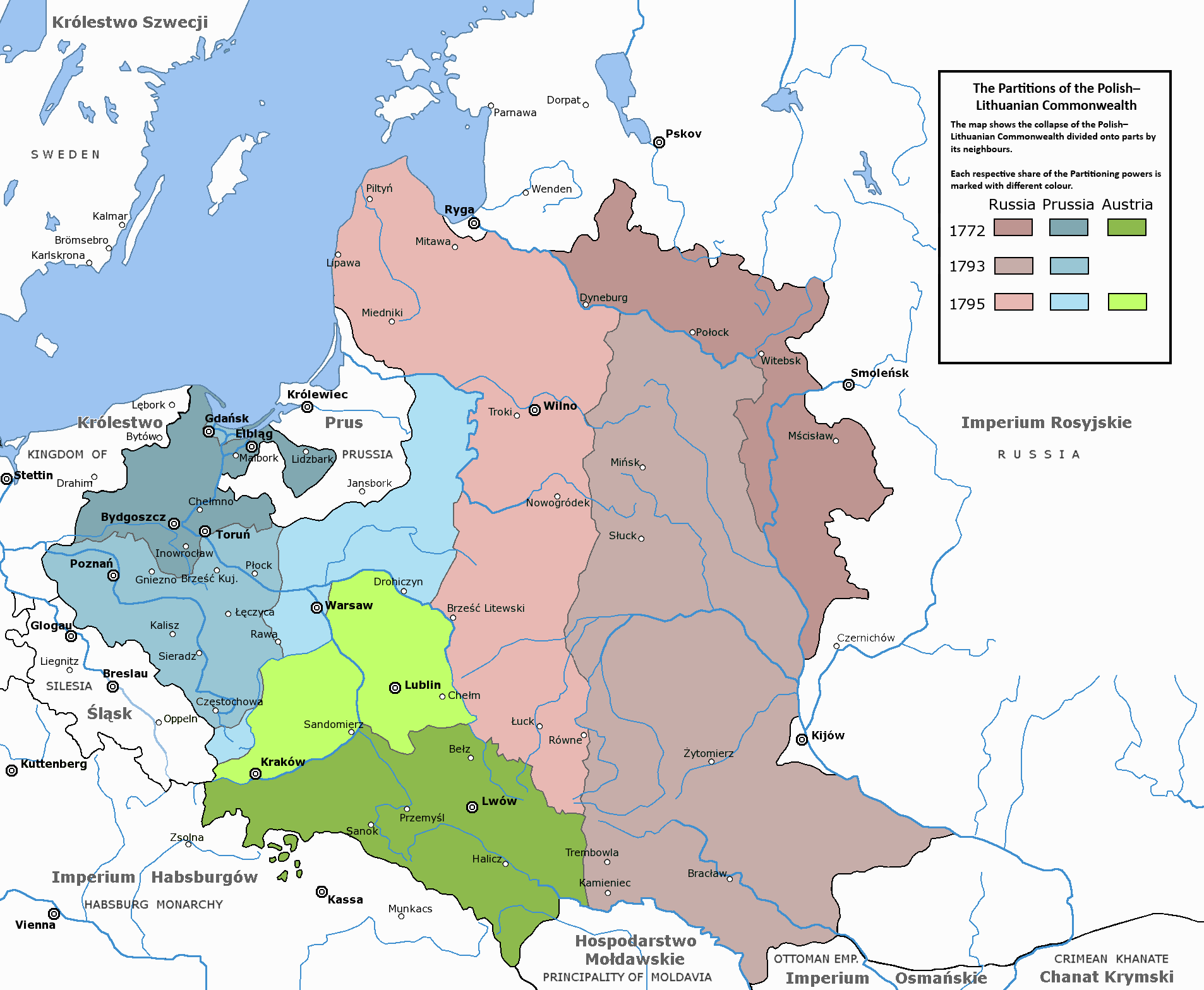
Partições da Polônia

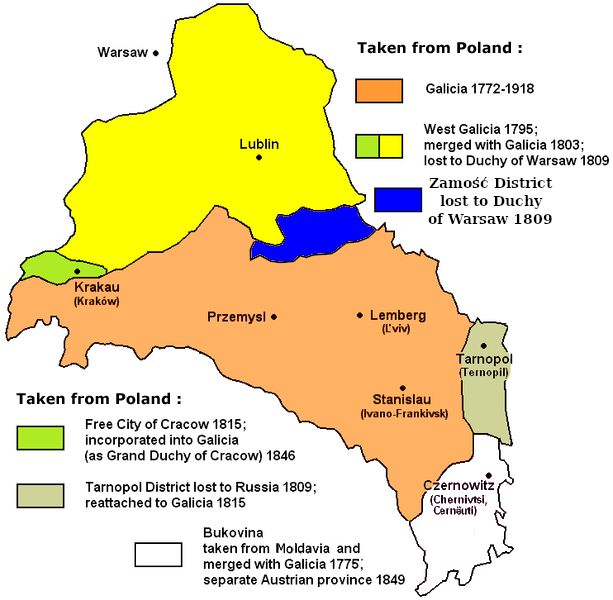
Mudança territorial da Galícia, 1772-1918

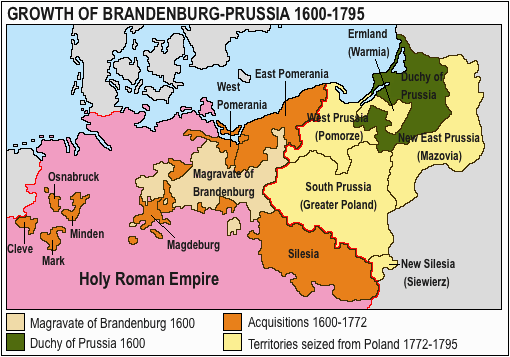
Crescimento da Prússia. Os territórios em amarelo são os conquistados durante as partições da Polônia

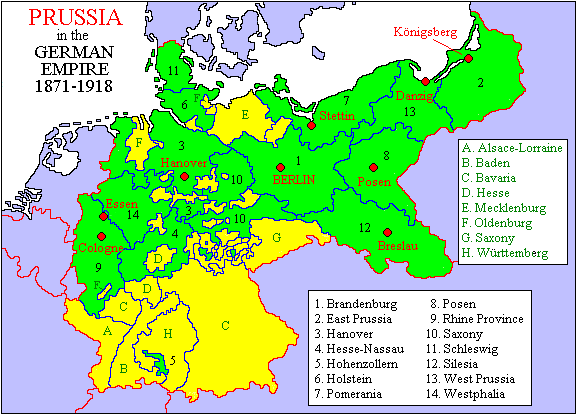
Império Alemão (1871-1918)

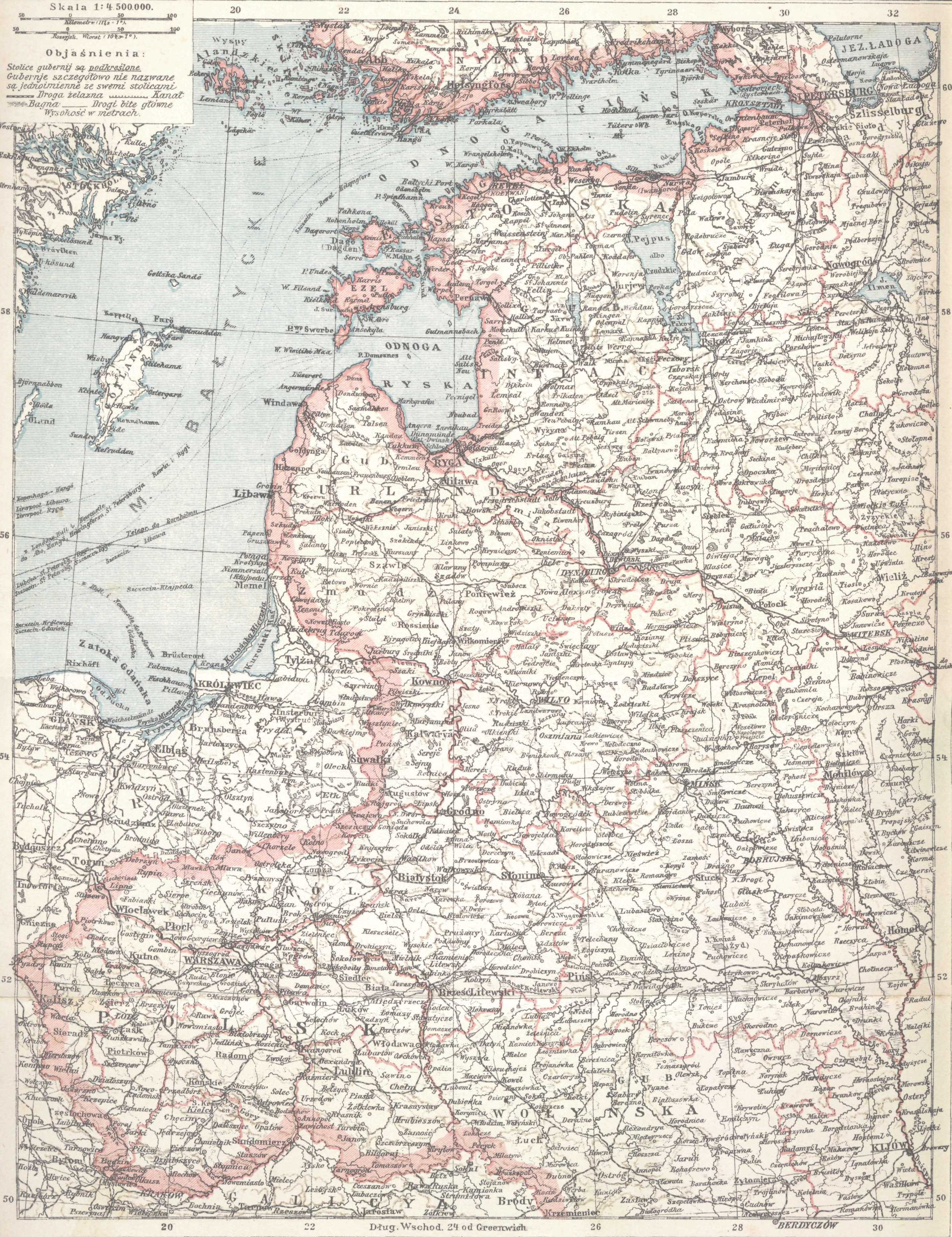
Guberniyas ocidentais do Império Russo

Este artigo abrange a evolução da administração dos territórios adquiridos após as três partições da Polônia ainda no final do século XVIII pelo Império Austríaco, o Reino da Prússia e o Império Russo, no período 1772-1918. Essas mudanças foram ainda mais complicadas devido às mudanças internas nesses Estados e periódicos recriações de alguma forma do próprio Estado polonês. 
Ele não abrange as divisões administrativas dos dois principais Estados poloneses do século XIX - divisão administrativa do Ducado de Varsóvia (1807-1815) e a divisão administrativa do Congresso da Polônia (1815-1918). Para a divisão administrativa da República das Duas Nações antes de sua terceira e final partição, consulte a divisão administrativa da República das Duas Nações.

## Partição austríaca
O Império Austríaco (conhecido a partir de segunda metade do século XIX como Império Austro-Húngaro) adquiriu os territórios poloneses na primeira (1772) e terceira (1795) partições da Polônia e dividiu os ex-territórios da República que obteve em:
- Reino da Galícia e Lodoméria - de 1772 a 1918.
- Galícia Ocidental - de 1795 a 1809
- República da Cracóvia - de 1815 a 1846

## Partição prussiana
O Reino da Prússia (conhecido a partir de segunda metade do século XIX como Império Alemão) adquiriu os territórios poloneses em todas as três partições e dividiu os ex-territórios da República que obteve em:
- Distrito de Netze - de 1772 a 1793
- Nova Silésia - de 1795 a 1807
- Nova Prússia Oriental - de 1795 a 1807
- Prússia Meridional - de 1793 a 1806
- Prússia Oriental - de 1773 a 1829
- Prússia Ocidental - de 1773 a 1824

## Partição russa
O Império Russo que adquiriu os territórios do Reino da Polônia, bem como do Grão-Ducado da Lituânia em todas as três partições, dividiu os ex-territórios da República das Duas Nações e criou ou ampliou as seguintes guberniyas:
- Guberniya da Bielorrússia
- Guberniya de Bratslav
- Guberniya de Chernigov
- Guberniya de Izyaslav
- Guberniya de Yekaterinoslav
- Guberniya de Kiev
- Guberniya da Lituânia, mais tarde dividida em Guberniya Lituânia-Grodno e Guberniya Lituânia-Vilna, esta última foi posteriormente dividida em Guberniya de Vilna e Guberniya de Kovno
- Guberniya de Minsk
- Guberniya de Mogilev
- Guberniya de Podolia
- Guberniya de Polotsk
- Guberniya de Pskov
- Guberniya de Slonim - vários meses após sua criação, ela foi anexada a Guberniya da Lituânia e em 1801 novamente desmembrada como Guberniya da Lituânia-Grodno
- Guberniya da Volínia

Após o Congresso de Viena, em 1815, o Império Russo criou uma entidade separada chamada Congresso da Polônia a partir de algumas das guberniyas acima. Veja a divisão administrativa do Congresso da Polônia para mais detalhes. 
Os territórios da partição russa que não foram incorporados ao Congresso da Polônia ficaram oficialmente conhecidos por Krai Ocidental, e na Polônia por "terras tomadas" (em polonês: ziemie zabrane). 
A Krai Ocidental compreendia as seguintes terras da República das Duas Nações: 
- desde a primeira partição da Polônia (1772): Inflantia polonesa (Latgale), a parte norte da voivodia de Połock, toda a voivodia de Miecislau e a voivodia de Witebsk, e a parte sudeste da voivodia de Minsk (cerca de 92.000 km²)
- desde a segunda partição da Polônia (1793): a parte restante da voivodia de Mińsk, toda a voivodia de Quieve, a voivodia de Bracław e a voivodia de Wilno, partes da voivodia de Podole e a parte oriental da voivodia da Volínia e voivodia de Brześć Litewski (cerca de 250.000 km²)
- desde a terceira partição da Polônia (1795): todos os territórios a leste do rio Bug Ocidental (cerca de 120.000 km²) e depois de 1807, a oblast de Belostok)

Era composta por nove guberniyas: seis bielorrussas e lituanas que constituíam a Krai Noroeste (guberniya de Vilna, guberniya de Kovno, guberniya de Grodno, guberniya de Minsk, guberniya de Mogilev e guberniya de Vitebsk) e três ucranianas que constituíam a Krai Sudoeste (guberniya da Volínia, guberniya da Podolia e guberniya de Kiev).